# مقاطعة كولفاكس (نيومكسيكو)
مقاطعة كولفاكس (بالإنجليزية: Colfax County)‏ هي إحدى مقاطعات ولاية نيومكسيكو في الولايات المتحدة الأمريكية.